# Вольщан, Александр
Александр Вольщан (пол. Aleksander Wolszczan, 29 апреля 1946, Щецинек) — польский астроном.

## Биография
Сразу после рождения Александра семья Вольщанов переселилась в Щецин, где он провёл своё детство. Свою научную карьеру начал тоже в Польше, где в Университете Николая Коперника в Торуне получил в 1969 году степень магистра, а в 1975 году — степень доктора философии.
В 1982 году он переезжает в США, где работает в Корнеллском и Принстонском университетах. Позднее он получает должность профессора Пенсильванского университета в Калифорнии. Одновременно он продолжал работать и профессором университета в Торуни. Является членом Польской академии наук.
В 1990 году проводя астрономические наблюдения в обсерватории Аресибо, он обнаружил пульсар PSR 1257+12. Анализ полученных данных показал, что вокруг пульсара обращаются 2 планеты массой в 3,4 и 2,8 земных (PSR B1257+12 c и PSR B1257 +12 b). Эти данные были подтверждены на другом радиотелескопе канадским астрономом Дейлом Фрейлом. Таким образом
было доказано существование внесолнечной планетной системы.
Учёные опубликовали данные своих исследований в 1992 и 1994 годах соответственно, в настоящее время эти результаты полностью признаны научным сообществом.
Осенью 2008 года Вольщан покинул Университет Николая Коперника.

## Награды
- 1992 — Премия Фонда польской науки[англ.].
- 1996 — Премия Беатрис Тинслей от Американского астрономического общества.